# Mandát (politika)
Mandát (z lat. manu dare, pověřit, přikázat) v demokraciích znamená oprávnění a pravomoc poslance nebo jiného voleného funkcionáře, kterou mu svěřili voliči. Mandát je obvykle časově omezený.

## Mandát poslance a senátora v ČR
Slibuji věrnost České republice. Slibuji, že budu zachovávat její Ústavu a zákony. Slibuji na svou čest, že svůj mandát budu vykonávat v zájmu všeho lidu a podle svého nejlepšího vědomí a svědomí.
Slib poslance i senátora podle článku 23 odst. 3 Ústavy České republiky
Poslanci a senátoři vykonávají svůj mandát osobně v souladu se svým slibem a nejsou přitom vázáni žádnými příkazy.
Článek 26 Ústavy České republiky
Mandát poslance i senátora vzniká zvolením a ověřuje jej mandátový a imunitní výbor příslušné parlamentní komory.
V systémech zastupitelské demokracie je mandát teoreticky volný, to znamená, že poslanec (senátor) je vázán pouze svým svědomím. V systémech s poměrným zastoupením, kde si voliči vybírají mezi kandidátkami politických stran, se ovšem tyto strany snaží udržovat jistou disciplínu a zavazovat své poslance (senátory), aby zastávali většinové nebo programové stanovisko své strany. V předválečné Československé republice až do roku 1938 se k tomu zvolení poslanci zavazovali tak zvaným reversem a Volební soud tuto praxi schválil. Proto se někdy v takovém případě mluví o vázaném (imperativním) mandátu. Podle Ústavy České republiky je mandát volný, protože poslanci a senátoři jsou vázáni pouze svým svědomím. Přesto se každá politická strana snaží udržovat disciplínu a neposlušným hrozí například tím, že je příště na svoji kandidátní listinu nepostaví. Pokud je politický život dostatečně profesionalizován, je to poměrně účinná hrozba a poslance (senátora) fakticky váže.
Mandát zaniká především uplynutím volebního období či rozpuštěním Poslanecké sněmovny. Kromě toho také tehdy, pokud poslanec či senátor odepře po zvolení složit slib nebo jej složí s výhradou, pokud pozbude státní občanství, pokud bude zvolen prezidentem či jmenován soudcem nebo pokud zemře. Mandátu se lze také výslovně vzdát, a to osobním prohlášením na schůzi příslušné parlamentní komory nebo prohlášením sepsaným ve formě notářského zápisu, který bude doručen předsedovi parlamentní komory.

## Ostatní
I u jiných volených funkcionářů se hovoří o mandátu jako o dočasném pověření k určité činnosti, například starosty, předsedy, rektora a podobně.[zdroj⁠?!] Lze jím rozumět také rozsah tohoto pověření, takže se může diskutovat o tom, zda příslušný funkcionář „k něčemu má (nebo nemá) mandát“.